# بیگورن ایرویز
بیگورن ایرویز (به انگلیسی: Bighorn Airways) یک شرکت هواپیمایی است که در تاریخ ۱۹۴۷ میلادی تأسیس شده است. دفتر مرکزی بیگورن ایرویز در شریدن، وایومینگ واقع شده‌است و قطب این شرکت هواپیمایی در فرودگاه شهرستان شریدن قرار دارد.